# 毛島
毛島（けしま）は、日本海（若狭湾）にあって京都府舞鶴市田井に属する島（無人島）。

## 地理
成生岬の東方約1キロメートルの日本海上にある、京都府最大の離島であり、周囲約4キロメートル。標高187.0メートル。
南側にイルカ大明神が祀られており、6月田井地区の冠島参拝の際に代表者が参拝する。

## 経済
漁業
島の東側に、田井水産有限会社の大型定置網（大敷網）が設置してある。京都府下の大型定置網の中でも有数の漁獲量を誇る。
観光業
マダイ・ハマチ、ヒラマサ等の青物・根魚・アオリイカ等の釣りスポットである。
農業
かつては田井集落の住民が畑作を行っていた。また水ヶ浦集落の住民が天然の自然薯を収穫していた。

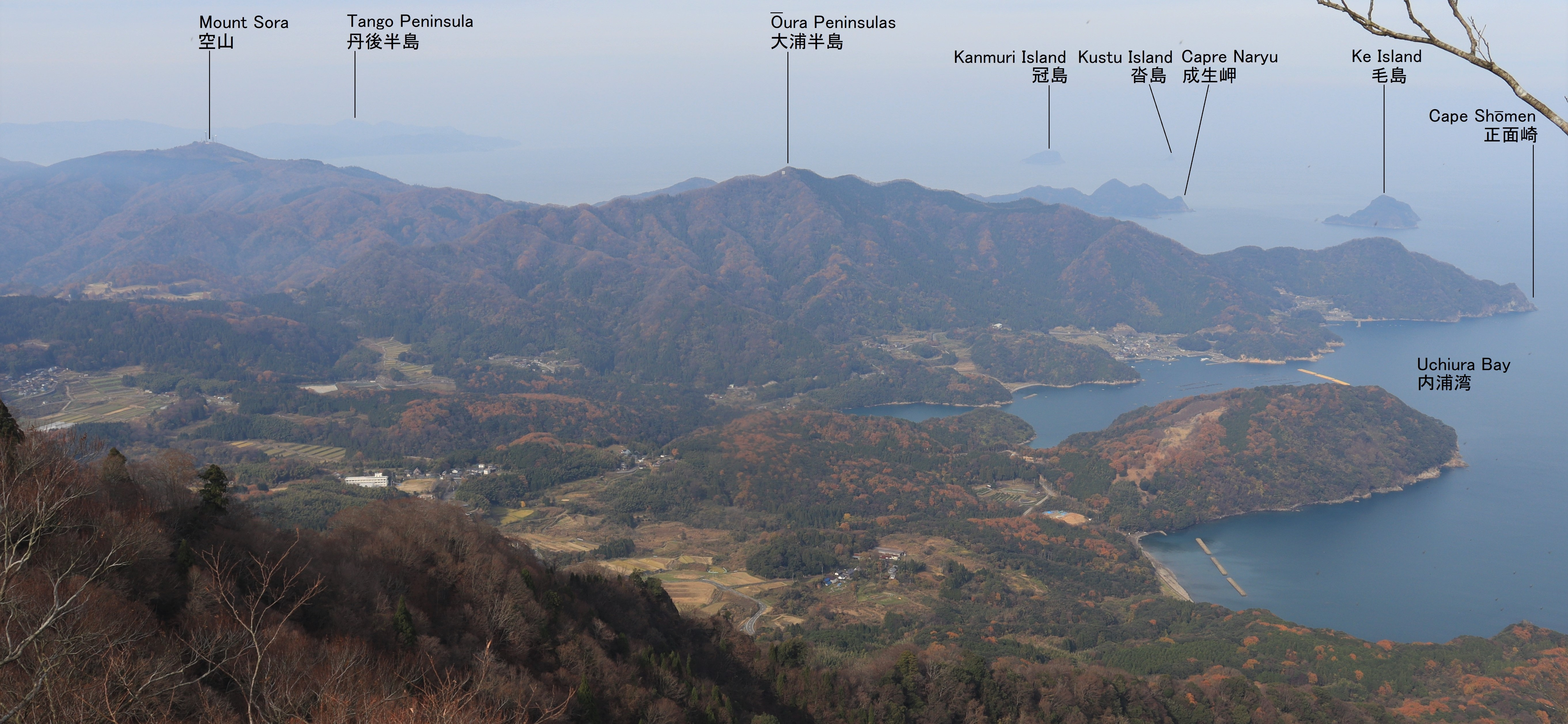
南側の青葉山から望む大浦半島。その北端に成生岬、その東側には毛島がある。